# Церемония открытия летних Олимпийских игр 2016
Церемония открытия летних Олимпийских игр 2016 состоялась вечером в пятницу 5 августа 2016 года на стадионе Маракана, в городе Рио-де-Жанейро. Она стартовала в 20:00 по местному времени.
Режиссёрам церемонии выступили Фернанду Мейреллиш, Даниэла Томас и Андруша Ваддингтон. На церемонии были представлены история и культура Бразилии, включая её пейзажи, историю португальцев, музыку и самбу, фавелы и многое другое. Отдельные части церемонии были посвящены проблемам охраны окружающей среды и изменения климата. Игры официально открыл исполняющий обязанности Президента Бразилии Мишел Темер.
Несмотря на более скромный бюджет церемонии в сравнении с подобными на предыдущих Олимпийских играх мировые СМИ дали высокую оценку церемонии открытия в Рио-де-Жанейро, отметив её красочность разнообразных представлений, акцент на мультикультурализм и обращение к проблемам климатических изменений.

## Подготовка

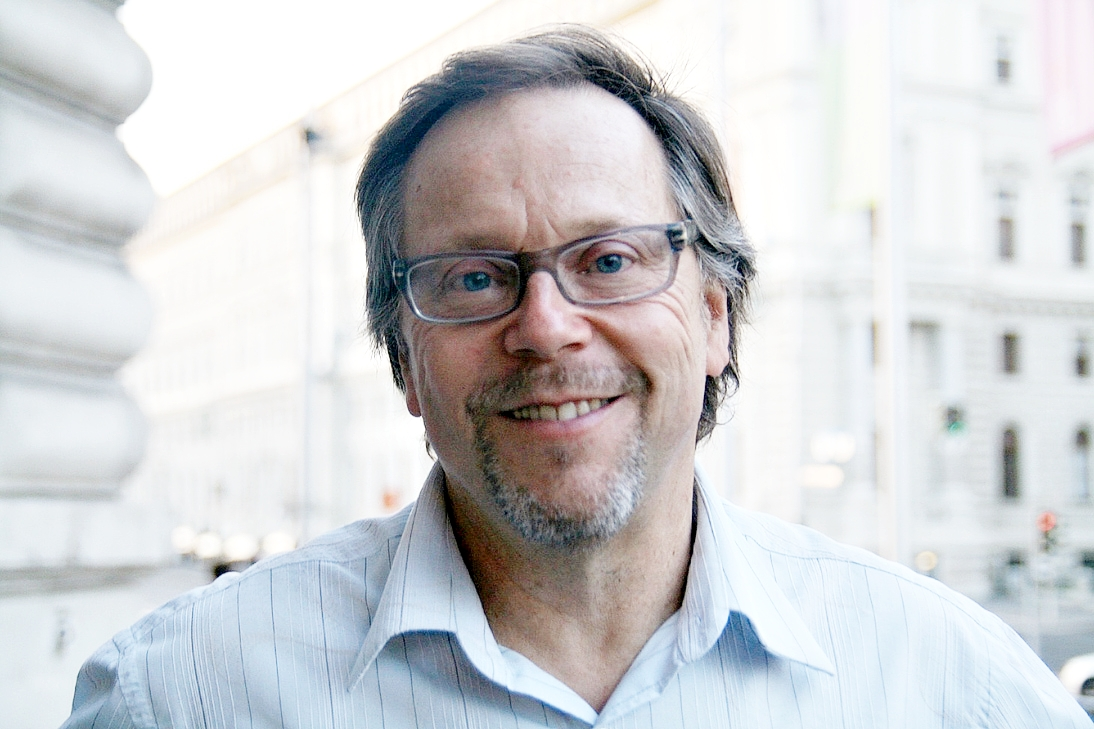
Фернанду Мейреллиш

Креативными директорами церемонии выступили Фернанду Мейреллиш, Даниэла Томас и Андруша Ваддингтон. Бразильский хореограф Дебора Колкер подготовила около 6000 волонтёров, танцевавших на церемонии открытия. Репетиции начались в конце мая 2016 года.
Мейреллиш заявил, что церемонии летних Олимпийских игр будут иметь значительно меньший бюджет, чем у других недавних Олимпийских игр, составив лишь 10% от общего бюджета церемоний летних Олимпийских игр 2012 года в Лондоне. Объясняя эту экономию, он отметил, что "будет стыдно использовать средства, подобные затраченным в  Лондоне, в стране, где в финансовой поддержке остро нуждаются медицина и образование. И он очень рад, что не тратятся сумасшедшие деньги, и счастлив работать со скромным бюджетом, так это несёт пользу Бразилии." Мейреллиш также отмечал, что из-за ограниченных финансов в церемонии не будут использованы высокие технологии.
15 июля 2016 года было объявлено о том, что Анитта, Каэтану Велозу и Жилберту Жил выступят на церемонии открытия. Жил и Велозу также участвовали в качестве творческих консультантов церемонии. Даниэла Томас объясняла их участие стремление показать лучшее в бразильской музыке.

## Вынос олимпийского флага
Олимпийский флаг на стадион вынесли шесть спортсменов и два представителя гражданского общества:
- Торбен Граэл, яхтсмен, двукратный олимпийский чемпион (1996, 2004)
- Эмануэл Рего, игрок в пляжный волейбол, олимпийский чемпион (2004)
- Жуакин Крус, легкоатлет, олимпийский чемпион (1984)
- Оскар Шмидт, баскетболист, участник 5 Олимпийских игр
- Сандра Пирес, игрок в пляжный волейбол, олимпийская чемпионка (1996)
- Марта, футболистка, двукратный серебряный призёр Олимпийских игр (2004, 2008)
- Эллен Грейси Нортфлит[англ.], юрист, президент Федерального верховного суда Бразилии (2004—2008)
- Роза Селия Пиментел Барбоза, кардиолог, создатель детской больницы Pro Criança Cardíaca в Рио-де-Жанейро